# Сергей
Серге́й — мужское русское личное имя, восходит к лат. Sergius, римскому родовому имени (см. Сергии), которое, в свою очередь, имеет этрусские корни.
В греко-римской мифологии, Сергестус, прародитель рода Сергиев, был другом Энея.
Этимология имени в этрусском языке неизвестна. Церковная форма имени — Се́ргий (Се́ргия).

## История имени
В христианском именослове имя Сергей соотносится с раннехристианским святым Сергием Римлянином, воином, который, согласно преданию, принял мученическую смерть за открытое исповедание христианства в правление императора Максимиана (конец III века); другой раннехристианский святой с этим именем — преподобномученик Сергий Синайский, пострадавший за веру около 312 года. Впоследствии церковь канонизировала нескольких преподобномучеников с этим именем, что послужило причиной его закрепления в церковной среде.

## Распространённость имени в России
В средние века на Руси имя Сергей использовалось преимущественно духовенством. Среди святых с этим именем, прославленных церковью, — игумен Сергий Радонежский, один из наиболее почитаемых русских православных праведников.
Светский интерес к имени стал формироваться в дворянской среде с начала XVIII века; на протяжении большей части XIX века его социальная специфичность не изменялась — оно было преимущественно именем дворян. Высокий социальный статус имени позволил ему войти в именник императорской фамилии: его носителями были внуки Николая I великие князья Сергей Александрович и Сергей Михайлович. Популярность имени в конце XIX века возросла; Л. М. Щетинин отмечал его в числе 17 наиболее употребимых имён конца века, наряду с именами Иван, Василий, Михаил и другими. По сведениям В. Д. Бондалетова, частотность имени Сергей в 1899 году составляла 44 ‰ (то есть выявлялось 44 носителя имени в 1000 учтённых). В статистических сведениях по именам новорождённых москвичей, собранных А. Я. Шайкевичем, имя Сергей в период 1900—1909 годов отмечалось в десятке наиболее востребованных имён на 7-й позиции с частотностью 69 ‰.
В первые десятилетия после Октябрьской революции отмечалось падение популярности имени. Бондалетов приводил сведения за 1920, 1930 и 1940 год: частотность имени отмечалась на уровне 49 ‰, 9 ‰ и 3 ‰ соответственно. Однако в послевоенные годы количество наречений им увеличилось многократно: имя Сергей стало одним из самых массовых мужских русских личных имён второй половины XX века. Так, по данным Шайкевича, в Москве имя Сергей в 1950—1959 годах занимало 2-е место по популярности; его частотность составила 138 ‰. Бо́льшие значения показало только имя Александр (153 ‰). На той же позиции в столичном рейтинге имя Сергей отмечалось и в период 1978—1981 годов с частотностью 100 ‰.
Статистика В. А. Никонова по именам новорождённых в 1961 году, собранная в нескольких регионах центральной России, показывает, что имя являлось массовым как в городах, так и на селе, с некоторым перевесом симпатий у горожан. В городах частотность имени колебалась от 136 ‰ (в Тамбове) и 149 ‰ (в Калуге) до 174 ‰ (во Владимире) и 210 ‰ (в Ульяновске). Среди новорождённых сельчан отмечались более низкие показатели: от 111 ‰ (в Калужской области) и 113 ‰ (в Тамбовской области) до 142 ‰ и 146 ‰ (во Владимирской и Ярославской областях, соответственно). Тем не менее, в целом в 9 областях и 7 областных центрах, охваченных подсчётами Никонова, имя Сергей показало чрезвычайно высокую частотность, став вторым по массовости и уступая в этом только имени Александр.
Сведения, собранные А. В. Суперанской и А. В. Сусловой по Ленинграду за несколько десятилетий, обнаруживают, что пик массового увлечения именем приходился на 1960-е—1970-е годы: в эти десятилетия у новорождённых ленинградцев частотность имени составила максимально высокое значение — 133 ‰. Тогда как у родившихся в 1920-е—1930-е годы частотность имени составляла 29 ‰, а у родившихся в 1940-е—1950-е годы — 17 ‰. В 1980-е годы, как и в предыдущие два десятилетия, имя было очень модным, хотя частотность его снизилась до 54 ‰. Аналогичную динамику приводил В. Д. Бондалетов: после падения в 1920-е—1940-е годы произошёл мощный всплеск интереса к имени в конце 1950-х, продлившийся до начала 1980-х годов.
В 2000-е годы имя Сергей по-прежнему среди наиболее востребованных мужских имён. Например, в 2009 году в Хабаровском крае имя делило 11—13-е места в реестре популярных имён у новорождённых мальчиков вместе с именами Матвей и Егор; его частотность при этом составила 27 ‰.

## Именины
Православные именины (даты приводятся по григорианскому календарю):
- 3 января, 6 января, 15 января, 18 января, 27 января, 31 января
- 17 февраля, 21 февраля
- 5 марта, 7 марта, 8 марта, 11 марта, 13 марта, 22 марта, 25 марта
- 2 апреля, 5 апреля, 14 апреля, 21 апреля, 25 апреля
- 7 мая, 8 мая, 10 мая, 26 мая
- 1 июня, 23 июня
- 1 июля, 11 июля, 18 июля, 20 июля
- 2 августа, 8 августа, 10 августа, 13 августа, 25 августа
- 10 сентября, 16 сентября, 22 сентября, 24 сентября, 29 сентября
- 1 октября, 7 октября, 8 октября, 11 октября, 20 октября, 23 октября, 31 октября
- 1 ноября, 3 ноября, 13 ноября, 16 ноября, 20 ноября, 27 ноября, 29 ноября
- 2 декабря, 10 декабря, 11 декабря, 15 декабря, 18 декабря, 20 декабря, 21 декабря, 23 декабря, 30 декабря, 31 декабря